# Суперсид
Суперсид (англ. Super-seeding) — специальный режим раздачи в некоторых BitTorrent-клиентах. Включающийся программный алгоритм, пытающийся минимизировать количество данных, которое отдаст сид (участник BitTorrent-сети, раздающий фрагменты имеющегося у него целого файла) до появления первого скачавшего файл целиком другого участника сети. Уменьшение этого количества данных может сэкономить сиду его исходящий трафик, а также может в конечном счёте ускорить распространение файла, если скорость передачи данных сидом мала.
Был предложен Джоном Хофманом и впервые реализован в его клиенте BitTornado в середине 2003 года.

## Механизм
Клиент-суперсид предлагает каждому пиру скачать только один сегмент файла, которого ещё нет у других пиров. Затем сид не даёт этому пиру следующих сегментов, пока не получит от других пиров подтверждения, что они тоже получили этот сегмент.
Таким образом, суперсид пытается избежать повторной отдачи одних и тех же сегментов, и старается отдавать сегменты только тем пирам, которые активно передают их другим.
Необходимыми условиями эффективности являются присутствие на раздаче только одного сида и наличие хотя бы двух (но желательно больше) личеров, чтобы они могли обмениваться сегментами.
Суперсид не входит в официальную спецификацию протокола BitTorrent. Следует отметить, что его использование клиентом-суперсидом не требует никакой поддержки в остальных клиентах, участвующих в BitTorrent раздаче.

## Применение
Суперсид рекомендуется использовать только для начальной раздачи файла, и только одним раздающим.
Основная цель суперсида — чтобы до появления первых скачавших раздающему пришлось как можно меньше отдать (обычно от 105 % до 120 % от объема файла). Поэтому суперсид незаменим для раздающих, которые платят за объем исходящего трафика.
Как правило, раздача в суперсиде позволяет минимизировать и время, то есть быстрее получить первых скачавших. Однако в некоторых случаях включение суперсида может и замедлить распространение файла. Эффективность применения в основном зависит от скоростей отдачи качающих.
Включать режим суперсид не рекомендуется качающим, а также сидам на раздачах, где сидов больше одного.

## Клиенты с функцией суперсид
- ABC
- Anatomic P2P
- BitSpirit
- BitTornado
- BitTorrent
- FatRat
- Halite
- KTorrent
- qBittorrent
- rTorrent — необходим rtorrent/libtorrent 0.8.2/0.12.2 (рев. 1059) или выше
- Torrentflux
- Tixati
- µTorrent
- Vuze